# Skunksowiec
Skunksowiec (Conepatus) – rodzaj ssaków z podrodziny Mephitinae w obrębie rodziny skunksowatych (Mephitidae).

## Rozmieszczenie geograficzne
Rodzaj obejmuje gatunki występujące w Ameryce.

## Morfologia
Długość ciała (bez ogona) samic 20–50 cm, samców 22–51 cm, długość ogona samic 12,2–34 cm, samców 14–41 cm, długość ucha samic 0,8–3,3 cm, samców 0,8–3,6 cm, długość tylnej stopy samic 2,2–9 cm, samców 3–9 cm; masa ciała 0,5–4 kg.

## Systematyka
Rodzaj zdefiniował w 1837 roku angielski zoolog John Edward Gray w artykule poświęconym nowym taksonom ssaków ze zbiorów Muzeum Brytyjskiego opublikowanym na łamach Magazine of natural history. Gatunkiem typowym jest (oznaczenie monotypowe) skunksowiec andyjski (C. chinga).

### Etymologia
- Conepatus (Gonepatus): meksykańskiego nazwa conepatl najprawdopodobniej dla ryjącego zwierzęcia[13].
- Marputius: etymologia niejasna, Gray nie wyjaśnił pochodzenia nazwy rodzajowej[14]. Gatunek typowy (oznaczenie monotypowe): Mephitis chilensis É. Geoffroy Saint-Hilaire, 1803 (= Vicerra chinga G.I. Molina, 1782).
- Thiosmus: gr. θείον theion ‘siarka’; οσμη osmē lub οσμος osmos ‘zapach, odór’[15]. Gatunek typowy: Lichtenstein wymienił kilka gatunków – Mephitis molinae H. Lichtenstein, 1838 (= Viverra chinga G.I. Molina, 1782), Mephitis (Thiosmus) patagonica H. Lichtenstein, 1838 (= Vicerra chinga G.I. Molina, 1782), Gulo suffocans[a] Illiger, 1815, Mephitis leuconota H. Lichtenstein, 1832, Mephitis (Thiosmus) amazonicus[e] H. Lichtenstein, 1838, Gulo quitensis Humboldt, 1811 (= Viverra semistriata Boddaert, 1785), Mephitis gumillae H. Lichtenstein, 1838 (= Viverra semistriata Boddaert, 1785), Viverra mapurito J.F. Gmelin, 1788 (= Viverra semistriata Boddaert, 1785), Mephitis mesoleuca H. Lichtenstein, 1832 (= Mephitis leuconota ) i Mephitis chilensis H. Lichtenstein, 1838 (= Vicerra chinga G.I. Molina, 1782) – z których gatunkiem typowym jest Viverra mapurito J.F. Gmelin, 1788 (= Viverra semistriatus Boddaert, 1785).
- Rhinozolis: gr. ῥις rhis, ῥινος rhinos ‘nos, pysk’; οζολις ozolis, οζολιδος ozolidos ‘silny zapach’[16].
- Triodon: gr. τρι- tri- ‘trój-’, od τρεις treis, τρια tria ‘trzy’; οδους odous, οδοντος odontos ‘ząb’[17]. Gatunek typowy (oznaczenie monotypowe): †Triodon mercedensis Ameghino, 1875 (= †Conepatus mercedensis P. Gervais & Ameghino, 1880).
- Mamconepatus: modyfikacja zaproponowana przez meksykańskiego przyrodnika Alfonso Luisa Herrerę w 1899 roku polegająca na dodaniu do nazwy rodzaju przedrostka Mam (od Mammalia)[18].
- Oryctogale: gr. ορυκτηρ oruktēr, ορυκτηρος oruktēros ‘górnik, kopacz’; γαλεη galeē lub γαλη galē ‘łasica’[19]. Gatunek typowy (oryginalne oznaczenie): Conepatus leuconotus H. Lichtenstein, 1838.

### Podział systematyczny
Do rodzaju należą następujące występujące współcześnie gatunki: 
| Grafika | Gatunek                | Autor i rok opisu       | Nazwa zwyczajowa          | Podgatunki         | Rozmieszczenie geograficzne | Podstawowe wymiary                                  | Status IUCN |
| ------- | ---------------------- | ----------------------- | ------------------------- | ------------------ | --- | --------------------------------------------------- | ----------- |
|         | Conepatus leuconotus   | (H. Lichtenstein, 1838) | skunksowiec białogrzbiety | 3 podgatunki       | południowe Stany Zjednoczone (południowo-wschodnie Kolorado, Arizona, Nowy Meksyk i Teksas), większość Meksyku (z wyjątkiem Kalifornii Dolnej i półwyspu Jukatan) na południe do Nikaragui | DC: 34–51 cm DO: 12,2–41 cm MC: 2–4 kg              | LC          |
|         | Conepatus semistriatus | (Boddaert, 1785)        | skunksowiec pasiasty      | 7 podgatunków      | południowo-wschodni Meksyk (Veracruz i półwysep Jukatan), Belize i Gwatemala na południe do Kolumbii, Wenezueli, zachodniego Ekwadoru i północnego Peru                                    | DC: 33–50 cm DO: 13–31 cm MC: 1,4–3,5 kg            | LC          |
|         | Conepatus amazonicus   | (H. Lichtenstein, 1838) |                           | gatunek monotypowy | endemit Brazylii: północno-wschodnia i środkowa część kraju | DC: około 32,8 cm DO: około 18,2 cm MC: brak danych | NE          |
|         | Conepatus chinga       | (G.I. Molina, 1782)     | skunksowiec andyjski      | gatunek monotypowy | południowe Peru, środkowa i południowa Boliwia, Paragwaj, południowo-wschodnia Brazylia, Urugwaj, Chile i Argentyna                                                                        | DC: 20–49 cm DO: 13,3–29 cm MC: 0,5–3 kg            | LC          |

Kategorie IUCN:  LC  – gatunek najmniejszej troski;  NE  – gatunki niepoddane jeszcze ocenie.
Opisano również gatunki wymarłe:
- Conepatus altiramus Reig, 1952[23] (Ameryka Południowa; plejstocen).
- Conepatus mercedensis P. Gervais & Ameghino, 1880[24] (Ameryka Południowa; plejstocen).
- Conepatus primaevaus (Burmeister, 1866)[25] (Ameryka Południowa; plejstocen).
- Conepatus robustus R.A. Martin, 1978[26] (Ameryka Północna; plejstocen).
- Conepatus sanmiguelensis Wang Xiaoming & Carranza-Castañeda, 2008[27] (Ameryka Północna; pliocen).
- Conepatus talarae Churcher & Zyll de Jong, 1965[28] (Ameryka Północna; plejstocen–holocen).